# Turne Herdoni
Turne Herdoni (en llatí Turnus Herdonius) va ser un ciutadà d'Arícia, al Latium, contrari a l'arrogància de Tarquini el Superb.
Va advertir als seus conciutadans de no fer tractes amb el rei romà. Tarquini el va acusar de planejar la seva mort i va llogar esclaus i subornar traïdors per introduir a casa d'Herdoni un conjunt d'armes, i amb això va poder ser acusat. L'assemblea dels llatins el va condemnar a mort. Una altra versió transmesa per Dionís d'Halicarnàs el fa ciutadà de Corioli i explica la història amb petites diferències.